# Wujiang (stad)
Wujiang is een stad in de provincie Jiangsu in het zuiden van China. Wujiang is een district in de stadsprefectuur Suzhou, gelegen aan de oostelijke oever van het grote meer Taihu. De stad had bij de census van 2010 1.273.880 inwoners.
De stad grenst in het noordoosten aan Shanghai waarmee het ook het Dianshanmeer deelt en in het zuiden en zuidwesten aan de provincie Zhejiang.